# Etidal Osman
Pour les articles homonymes, voir Osman.
Etidal Osman née en 1942, est une auteure et enseignante égyptienne.

## Biographie
Elle est née en 1942 au Caire. Son père meurt deux mois après sa naissance. Après des études à l'université du Caire et à l'université américaine du Caire, en littérature arabe et anglaise,, elle occupe différents postes au ministère égyptien de la Culture, et au sein de l'Organisation générale du livre, puis devient rédactrice en chef adjointe d'un magazine culturel arabe. Elle enseigne ensuite et effectue des recherches universitaires aux Emirats arabes unis, se consacrant parallèlement à l'écriture. Elle prône une écriture qui s'intéresse à la réalité sociale, imbibée d'images poétiques et n'hésitant pas à utiliser la langue familière.

## Principales publications
- 1982 : Baytoun lana (Une maison pour nous)
- 1985 : Al-bahr laysa bi-ghaddar (La mer n'est pas perfide)
- 1987 : Yunus al-bahr (Jonas de la mer).